# Магдалена (департамент)
Вижте пояснителната страница за други значения на Магдалена.
Магдалѐна (на испански: Magdalena) е един от тридесет и двата департамента на южноамериканската държава Колумбия. Намира се в северната част на страната. На север граничи с Карибско море. Департаментът е с население от 1 427 026 жители (към 30 юни 2020 г.) и обща площ от 23 136 км².

## Общини
Департамент Магдалена е разделен на 30 общини. Някои от тях са:
1. Ел Ретен
2. Конкордия
3. Плато
4. Саламина
5. Тенерифе